# Obory (powiat koniński)
Obory – wieś w Polsce położona w województwie wielkopolskim, w powiecie konińskim, w gminie Wierzbinek}, na lewym brzegu Noteci. 
| SIMC    | Nazwa    | Rodzaj    |
| ------- | -------- | --------- |
| 0299594 | Mielniki | część wsi |

W latach 1975–1998 miejscowość położona była w województwie konińskim. W roku 2011 liczyła (jako miejscowość statystyczna wraz ze wsią Nowa Ruda) 64 mieszkańców, w tym 33 kobiety i 31 mężczyzn.